# 黒瀬インターチェンジ
黒瀬インターチェンジ（くろせインターチェンジ）は、広島県東広島市にある東広島呉自動車道のインターチェンジである。

## 歴史
- 2012年（平成24年）4月1日：黒瀬IC - 阿賀IC間開通に伴い、供用開始[1]。
- 2015年（平成27年）3月15日：馬木IC - 黒瀬IC間開通[1]。

## 周辺
- ホームプラザナフコ 黒瀬店
- ファミリーマート 黒瀬兼広店
- セブン-イレブン 黒瀬春日野店
- スーパー銭湯雲母の里
- キャタピラ西日本 広島南支社
- アットGクロセ
- UDトラックス 広島東・呉店

## 接続する道路
- 直接接続
  - 広島県道34号矢野安浦線

## 料金所
国土交通省が管轄する無料区間の為、料金所は設置されていない。

## 隣
E75 東広島呉自動車道
(4)馬木IC - (4-1)大多田IC - (5)黒瀬IC - (6)郷原IC